# Montedison
Montecatini Edison - Montedison S.p.A. a été un énorme groupe industriel et financier privé italien fondé en 1966, qui a été active au niveau mondial jusqu'en 2002, avant d'être démantelé. Spécialisé dans la chimie fine et industrielle, le groupe disposait d'intérêts directs et indirects dans de très nombreux secteurs de l'économie.
Groupe privé à tendance tentaculaire, Montedison couvrait les secteurs de l'industrie pharmaceutique, l'énergie, la métallurgie, l'agroalimentaire, les assurances, l'édition.
Société phare créée pour devenir rapidement un des premiers groupes de la chimie à l'échelle mondiale, elle perdit lentement de sa splendeur et de son influence. Sans cesse en concurrence avec les holdings publiques italiennes ENI et IRI, Montedison aura connu de très nombreux changements d'actionnaires de référence, de raids boursiers.

## Histoire

### Origines: Montecatini et Edison
Montedison SpA fut créée en 1966 à la suite de la fusion entre les deux sociétés Montecatini et Edison SpA. La société Montecatini avait été fondée en 1888 à Montecatini Val di Cecina, dans la province de Pise pour l'exploitation des mines de Caporciano qui étaient riches en cuivre.
En 1910, l'entreprise se diversifie dans la chimie et, au cours des décennies suivantes, grâce à ses nouveaux brevets et à de nombreux rachats d'entreprises, devient la plus importante entreprise chimique d'Italie et l'une des premières du vieux continent. Elle détient le quasi-monopole de certaines productions comme l’acide sulfurique, les fertilisants, les colorants avec sa filiale ACNA SpA.
En 1936, en collaboration avec Agip, elle crée la société Anic - « Azienda Nazionale Idrogenazione Carburanti » - Société Nationale d'Hydrogénération des Carburants - dont le but est de produire de l'essence synthétique pour moteurs. Cette entreprise sera l'un des premiers embryons de l'industrie pétrochimique italienne moderne.
La société Edison SpA fut créée en 1895 à Milan et fut l'une des premières sociétés à développer la production et la distribution à grande échelle de l'hydroélectricité produite en Italie qui sera la base du développement industriel de la péninsule.
Edison construira de nombreux barrages dans tout l'arc alpin, en particulier en Lombardie. Immédiatement après sa création, la société devient rapidement l'un des groupes dominants dans son secteur en Italie. Elle se partageait le marché italien de l'électricité de l'Italie du Nord avec SIP, concentrée dans le Piémont et la Ligurie, et la Società Adriatica di Elettricità-SADE, très présente dans le Nord-Est.

### Les deux guerres et la fusion
Immédiatement après la Première Guerre mondiale, le gouvernement italien envisage la nationalisation de l'industrie électrique, qui était intégralement gérée par des sociétés privées comme Edison SpA. La perspective de subir une expropriation de leurs activités industrielles pousse toutes les sociétés électriques à se diversifier largement. Edison opta pour la pétrochimie, un peu grâce aux subventions de l'État italien qui voulait favoriser cette évolution industrielle.
Au cours des années 1950, les intérêts économiques des sociétés Edison et Montecatini s'affrontaient car elles intervenaient très fréquemment sur les mêmes créneaux. Elles connaitront des difficultés financières en raison de cette concurrente effrénée et par les investissements très lourds pour le développement de ces technologies, notamment la construction du pôle pétrochimique de Brindisi par Montecatini.
Elles restaient malgré tout très avancées technologiquement par rapport à leurs concurrents mondiaux grâce à leurs brillantes recherches et leurs brevets sur les nouveaux matériaux comme le polypropylène isostatique, grâce à l’industrialisation des brevets déposés par Giulio Natta, prix Nobel de chimie en 1962. En 1964, L'État italien nationalise le secteur de l'électricité et crée le holding d'État Enel. Toutes les sociétés privées durent céder leurs installations et centrales à ce nouvel organisme étatique mais perçurent en contrepartie de très fortes indemnités. Montecatini rachètera même, peu avant en 1963, la société électrique SADE simplement pour profiter des indemnités généreuses versées par l'État.
En 1966, avec l'intervention de la banque d'affaires Mediobanca dirigée par Enrico Cuccia, Montecatini et Edison fusionnent et créent Montedison qui sera dirigée à ses débuts par les dirigeants d'Edison.
En 1968, toujours avec la complicité de Mediobanca, la Sogam - société financière typiquement italienne contrôlée conjointement par les deux holdings publiques italiennes IRI et ENI, racheta en bourse 20 % du capital du nouveau groupe chimique, suffisamment pour lui assurer la qualité d'actionnaires de référence. Montedison restait une société privée mais contrôlée par des holdings publiques, avec des caractéristiques privées.

### Les années 1970
En 1971 Eugenio Cefis, président de l’ENI, fut nommé président de Montedison. Il assurera cette fonction jusqu'en 1977. La presse de l'époque voyait plus Montedison comme l'instrument utilisé par Eugenio Cefis pour mener à bien ses desseins politiques, mais à aucun moment son action, à la direction de la société, n'a été prise en défaut. Les rumeurs étaient devenues insistantes lorsque Cefis racheta le quotidien Il Messaggero et on lui prêta l'intention de racheter aussi le Corriere della Sera.
Les bilans financiers des années 1970 n'étaient pas des plus flamboyants mais la conjoncture internationale avait provoqué le premier choc pétrolier en 1973 et beaucoup d'industriels de ce secteur avaient disparu. Malgré la présence des holdings d'État dans son capital, le groupe Montedison dirigé par Cefis n'en était pas moins devenu très indépendant et se comportait avec ses actionnaires publics en vrai concurrent industriel. Montedison vendra au prix fort à l'IRI des entreprises alimentaires comme Pai SpA et Pavesi SpA achetées par Edison avant la fusion.

### Les années 1980
En 1981 le groupe Montedison connaîtra une reprivatisation sous le contrôle de Mediobanca. Un groupement d'industriels privés, les groupes Agnelli, Pirelli, Bonomi et Orlando rachetèrent les participations accumulées par les holdings publiques et prirent ainsi le contrôle du groupe. Passée la crise du premier choc pétrolier de 1973, le secteur pétrochimique et Montedison, avaient repris leur développement et les résultats financiers étaient très positifs. Son nouveau président, Mario Schimberni, put ainsi poursuivre la politique de gestion autonome qui était de règle au sein du groupe, et racheta la compagnie d'assurances Fondiaria SpA contre l'avis de Mediobanca.
C'est pour cela, dit-on, que les grands groupes sortirent progressivement du capital de Montedison et que d'autres actionnaires moins importants firent leur apparition comme le groupe Varasi, leader dans les peintures - Inghirami, un major du prêt à porter - Maltauro, entreprise importante de BTP et le groupe Ferruzzi, le champion de l'agroalimentaire. D'autres sources précisent que des industriels puissants comme les Agnelli ou Pirelli ne pouvaient se contenter d'être de simples « actionnaires dormants ». Constatant que la répartition du capital était figée, ils ont préféré récupérer leur mise.
Le groupe Ferruzzi SpA, dirigé par Raul Gardini, augmentera régulièrement sa participation jusqu'à devenir incontournable. En 1987, il détenait plus de 40 % du capital du groupe Montedison, en devint l'actionnaire de référence et en prit la direction. Le plan d'entreprise défini par le groupe Ferruzzi, connu surtout pour ses activités tentaculaires dans le sucre, avec notamment Eridiana SpA et Beghin Say, les céréales (Cerestar SpA) et les oléagineux, dont Lesieur, acheté en 1988 et Carapelli, acquis en 1989, n'était pas très évident. Selon certains, le rachat du colosse de la chimie était dû à la mégalomanie du très charismatique Raul Gardini. D'autres soulignent l'esprit visionnaire de Raul Gardini, qui avait anticipé l'énorme potentiel qui allait naître de la « chimie verte », les bio-matériaux et les bio-énergies. Il avait d'ailleurs lancé la recherche à haut niveau dans tous ses laboratoires. Il avait imaginé et mis en œuvre les premières synergies entre ses sociétés d'agroalimentaire et celles d'Agrimont SpA, la filiale de Montedison spécialisée dans les produits pour l'agriculture.

### La naissance d'Enimont
En 1988, les groupes ENI et Montedison créent une coentreprise Enimont SpA détenue à 40 % par ENI, 40 % par Montedison et 20 % flottant. Cette nouvelle holding regroupe toutes les sociétés spécialisées dans la chimie des deux entités. Pour la première fois en Italie on assistait à une alliance entre les secteurs public et privé sans que ce soit une cession déguisée d'une entreprise privée trop endettée. Mais l'existence d'Enimont fut de courte durée. Dès 1990, Raul Gardini voulut obtenir la majorité absolue du capital du nouveau holding mais en fait, en 1991, il finira par céder toutes ses parts en revendant le tout à l'ENI qui lui versera une somme très importante correspondant à la valeur importante prise par Enimont.

### Les années 1990
Avec sa sortie quasi totale du secteur de la chimie et la réorganisation du groupe Ferruzzi, le groupe Montedison est devenu un simple holding de participations qui contrôlait, à travers des sous holdings, des entreprises comme Eridania Beghin-Say SpA, qui avaient fusionné dans le sucre, la compagnie d'assurances Fondiaria SpA, Cereol SpA dans les oléagineux, ou la « nouvelle » société Edison SpA, holding regroupant toutes les sociétés avec des activités industrielles dans les énergies traditionnelles et nouvelles. Edison avait été reconstituée en 1991 pour exploiter les opportunités offertes en vue de la libéralisation des marchés de l'énergie en Europe dont l'Italie sera un des premiers pays à s'ouvrir à la libre concurrence.
En 1993, Montedison s'est retrouvé avec un montant de dettes tel que le groupe Ferruzzi dut en céder le contrôle aux banques créditrices dont Mediobanca. La décennie qui suivra verra la vente de certaines sociétés hors du cœur de métier afin de réduire drastiquement le niveau d'endettement.

### L'OPA d'EDF et la fin de Montedison
À nouveau, en 2000, les actionnaires « de contrôle » de Montedison n'avaient pas les moyens financiers suffisants pour protéger la société d'éventuels raiders. Au printemps 2001, ce fut l'homme d'affaires français Romain Zaleski et l'État français à travers Électricité de France-EDF qui raflèrent un grand nombre d'actions Montedison directement à la bourse, sans en avertir les dirigeants. EDF en vint à détenir 30 % du capital du groupe Montedison, ce qui obligea le gouvernement italien de l'époque à s'opposer avec force à cette situation, d'autant plus que le marché français était très étanche et qu'aucune réciprocité n'aurait pu être envisagée en France. EDF et le gouvernement français, ont expliqué qu'EDF voulait profiter de l'ouverture du marché italien pour racheter des parts de marché en électricité et importer en France le gaz d'Edison. Les italiens bloquèrent les droits de vote des actions EDF à hauteur de 2 %. La France dut faire machine arrière et attendre plusieurs années avant de régler contentieux.
Ce différend politico-financier ne trouvera une solution que plusieurs années plus tard lorsque Fiat Holding, sollicité par EDF, lança une OPA sur Montedison et créera une société ad hoc, Italenergia, dont les actionnaires sont Fiat Holding SpA, EDF et Zaleski, qui prendra 50,1 % du capital de Montedison.
En juillet 2001, Montedison, détenteur de 54,5 % d'Eridania Beghin-Say, décide de scinder le groupe (chiffre d'affaires (2000) 9 977 millions €uros) en 4 sociétés distinctes et indépendantes : 
- Béghin-Say, pour l'ensemble des activités de la branche sucre et dérivés, N° 2 en Europe avec un chiffre d'affaires (2000) de 1 979,8 millions €uros et une production de 2,24 millions de tonnes de sucre,
- Cerestar, pour l'ensemble des activités de la branche amidon et dérivés, N° 1 en Europe avec un chiffre d'affaires de 403,1 millions €uros,
- Cereol, pour l'ensemble des activités de la branche oléagineux, huiles alimentaires, protéines et lécithines, N°1 en Europe avec un chiffre d'affaires de 4 900 millions €uros,
- Provimi, pour l'ensemble des activités de la branche nutrition animale, avec un chiffre d'affaires de 267,6 millions €uros.

A l'issue de la scission, le groupe Montedison a conservé la même participation dans chacune des nouvelles entités.
En 2002, Fiat cède toutes les sociétés de Montedison qu'il ne voulait pas intégrer : Béghin-Say est revendu à des coopératives de betteraviers, Cereol à la multinationale américaine Bunge. La raison sociale de Montedison est ensuite modifiée en Edison SpA et redevient un groupe énergétique, le second d'Italie, loin derrière ENEL.

## Activités de l'ex-Montedison
Après l'aventure Enimont les différentes directions successives ont dépecé Montedison. Chaque activité qui était gérée par une sous-holding, a connu des parcours divers résumés ci-dessous :
- Edison : société disparue après sa fusion avec Montecatini en 1966, elle renaîtra en 1991 comme filiale de Montedison spécialisée dans les énergies. Elle occupe actuellement le siège historique de Foro Buonaparte à Milan ;

- Tecnimont : société d'ingénierie industrielle dans la chimie et la pétrochimie, a été vendue en 2005 au groupe italien Maire Engineering (ex Fiat Engineering pour devenir Maire Tecnimont SpA ;

- Novamont : créée en 1990 et dont le siège est situé à Novara, c'est un groupe spécialisé dans la production de bio-plastiques à partir du maïs, a obtenu de nombreux prix internationaux pour ses productions bio-dégradables[2] ;

- Montefibre : nom donné à la sous-holding Montedison qui gérait la production de fibres textiles. La société sera successivement reprise par Enimont, EniChem avant d'être cédée en 1997 au groupe textile italien Orlandi. La société a gardé son nom d'origine et est cotée à la bourse de Milan.

De nombreuses autres activités ont été vendues et absorbées par les acquéreurs avec la disparition du nom d'origine. Toutes les sociétés dont les activités touchaient de près ou de loin la chimie ont été intégrées dans le groupe EniChem dès 1991 à l'exception des sous-holdings Ausimont et Himont qui resteront sous le contrôle de Montedison jusqu'en 2002.
- Agrimont (ex Fertimont) : société spécialisée dans les produits pour l'agriculture a été cédée en 1991 à EniChem qui en fera son pôle spécifique en y adjoignant sa filiale EniChem Agricoltura.
  - la branche agropharmacie (insecticides, herbicides, fongicides) a été vendue en 1992 à une société spécialisée italienne dans ce domaine, Isagro.
  - la branche fertilisants a été vendue à Norsk Hydro en 1996.

- Montedipe et Montepolimeri : ces sociétés spécialisées dans les produits chimiques de base et les matières plastiques rejoignirent le groupe EniChem en 1991, qui conserva une grande partie de leurs fabrications regroupées aujourd'hui dans les groupes Eni Rewind (ex Syndial) et Polimeri Europa. D'autres furent vendues comme la société Vinavil au Groupe Mapei.

- Ausimont : holding spécialisé dans la chimie du fluor et des techno-plastiques, resta au sein du groupe Montedison jusqu'en 2002, a ensuite été vendue et absorbée par le groupe Solvay.

- Himont : coentreprise entre Montedison et l’américain Hercules, cette holding spécialisée dans le polypropylène était un des principaux joyaux technologiques du groupe, et ne voulut pas le transmettre à Enimont lors de sa création. Lorsque Hercules voulut se retirer de la J-V, Shell paya un prix d'or pour s'y associer et la holding muta en Montell. Montedison vendit ses parts en 1997 à BASF. En 2005, Basf et Shell cédèrent l'entreprise à un groupement d'entreprises dont « Access Industries » et « Chatterjee Group » pour plus de 4,4 milliards d'euros[3]. En décembre 2007, après la énième fusion, cette fois avec l'américain Lyondell, la raison sociale est devenue LyondellBasell.

- Farmitalia : le pôle pharmaceutique n'est pas été confié à Enimont mais a été vendu peu après à Pharmacia devenu depuis Pfizer. Montedison conserva la branche Antibioticos, spécialisée dans la synthèse des principes actifs antibiotiques, qui fut vendue à « Fidia Farmaceutici » en 2003.

Des sites industriels spécialisés dans des produits très spécifiques ont été rachetés par des concurrents désireux de préserver l'outil qu'ils convoitaient comme le site de Pallanza de Montefibre, qui produit du polytéréphtalate d'éthylène (PET) a été racheté en 1989 par le groupe Mossi & Ghisolfi ; le site de Novara de Montedipe, qui produit des fibres polyamides a été vendu au groupe Radici.

## Sites industriels ex-Montedison
L’« aventure » industrielle de Montedison n'a pas laissé uniquement des sites en activité mais aussi parfois des usines qui ont fermé leurs portes ou dans de nombreux cas, ont été restructurées, c'est-à-dire que leur activité a été fortement réduite en créant les sites baptisés « ex-Montedison » en Italie mais aussi à l'étranger.
- Milan : le site implanté dans le quartier de Rogoredo, où jusqu'en 1970 il s'y fabriquait les insecticides Rogor, est actuellement en phase de transformation en quartier résidentiel : projet Santa Giulia-Montecity ; dans le quartier Sempione où l'édification d'un énorme gratte-ciel est prévue. Le gratte-ciel de Largo Donegani qui abritait le siège de Montecatini est occupé maintenant par les stations et émetteurs de Radio 105 et Radio Monte-carlo Italie[4].

- Ferrare
- Porto Recanati
- Pescara
- Assisi
- Crotone
- Porto Empedocle

Dans chacun de ces sites industriels, la population a souffert plus ou moins des arrêts d'activité selon l'époque à laquelle cela s'est produit.

## Affaires judiciaires
En 1974, un procès s'ouvre à Livourne pour établir la responsabilité de la Montedison dans l'affaire des boues rouges qui mobilise l'opinion publique en Corse. Le 27 avril 1974, les dirigeants de la société sont jugés coupables et condamnés à quatre mois de prison avec sursis ; toutefois le jugement est annulé en 1975 en raison d'une évolution de la législation italienne. 
L'affaire se poursuit au civil devant les tribunaux de Bastia. En 1978, la cour de cassation confirme la compétence des tribunaux français en matière de pollution en haute mer du fait de la manifestation des effets sur le territoire national. En 1985, au cours d'un procès devant le tribunal de grande instance de Bastia, la Montedison est condamnée à payer 500 000 francs en faveur des deux départements de Corse, au titre du préjudice moral subi pour l’atteinte à l’image de marque d’une région touristique, et 170 000 francs aux pêcheurs, en raison de l'atteinte à la chaîne alimentaire.
Les décisions de justice de cette affaire comptent parmi les arrêts importants du droit de l'environnement.

## Histoire du logo
De nombreuses versions sur l'origine du logo qui identifie Montedison et toutes ses filiales existent :
- le site d'Edison[8] relate qu'il fut créé par le cabinet américain Landor en 1972 pour identifier Montedison et toutes les filiales du groupe ;
- une autre version soutient que le logo a été réalisé sur un coin de table : en griffonnant l'intérieur des feuilles d'un classeur en différents points, un graphiste remarqua sa force communicative et le proposa à la direction de Montedison ;
- une troisième version soutient que le logo du groupe Montedison a été dessiné au cours d'une réunion de direction générale sur le site pétrochimique de Porto Marghera à Venise par l'ingénieur Cesare Niero, chef du département Fertilisants Azotés des produits Dipa, Agrimont et Fertimont, qui dessina quatre gros trombones triangulaires, disposés à 45 degrés, comme pour indiquer « un aigle qui prend son envol », rappelant l'aigle (le plus royal des oiseaux) de Montedison, la plus royale des entreprises du secteur de la chimie et des raffineries.

En 1992, alors que Montedison vivait ses dernières gloires, son logo apparut sur le côté du Moro di Venezia, le bateau de Raul Gardini. Ce sera le même logo qui servira aux grands magasins la Standa, lorsqu'ils faisaient partie du groupe Montedison.

## Présidents
- Giorgio Valerio (1966-1970)
- Cesare Merzagora (1970)
- Pietro Campilli (1970)
- Eugenio Cefis (1971-1977)
- Giuseppe Medici (1977-1981)
- Mario Schimberni (1981-1987)
- Raul Gardini (1987-1991)
- Giuseppe Garofano (1991-1992)
- Arturo Ferruzzi (1993)
- Guido Rossi (1993-1995)
- Luigi Lucchini (1995-2001)
- Umberto Quadrino (2001-2002)

## Liste des entreprises de Montedison
- ACNA
- Agrimont, devenue Yara
- Alimont
- Ausimont
  - Ausidet
  - Ausind
  - Dutral
  - Montefluos, puis Montesolvay, actuellement Solvay Fluor Italia
- Antibioticos
- Carlo Erba
- Châtillon
- DIPA
- Enimont
- Eridania-Beghin Say
- Farmitalia
- Fertimont, ex Fiat Fertilizzanti Azotati
- Himont
- Montedipe
- Montefibre
  - Società Italiana Nailon
  - Società Italiana Poliestere
  - SIPA - Società Italiana Prodotti Acrilici
- Montepolimeri
- MonteShell
- Moplefan
- Montoil, devenue Olimont
- Neofil
- Novamont
- Polymer
- Rhodiatoce
- SELM - Servizi ELettrici Montedison
- Standa
- Taban, ex secteur Nailonplast Montefibre
- Tecnimont
- Tencara
- Vinavil